# Ranunculus opimus
Ranunculus opimus är en ranunkelväxtart som beskrevs av Otto Karl Anton Schwarz. Ranunculus opimus ingår i släktet ranunkler, och familjen ranunkelväxter. Inga underarter finns listade i Catalogue of Life.